# Galerie Het Kapelhuis
Die Galerie Het Kapelhuis war eine auf angewandte Kunst spezialisierte Galerie im niederländischen Amersfoort. Die Galerie bestand von 1960 bis 1992 und in dieser Zeit wurden 240 Ausstellungen der angewandten Kunst organisiert, mit Wandteppichen, Batik, Keramik, Taschen und den Arbeiten zeitgenössischer Schmuckdesigner.

## Geschichte und Ausstellungen
Die Ursprünge von Het Kapelhuis liegen in einer Handweberei und dem Ausstellungsraum für traditionell hergestellte Gegenstände und Stoffe. Diese ging auf die Handweberei von Hyke Koopmans zurück, die sie 1948 von Dien Flick-Materman in Amersfoort übernommen hatte. Die kleine Handweberei zog 1949 in das Gebäude Het Kapelhuis, welches etwa aus dem Jahr 1480 stammte, um. Um 1950 kam Margje Blitterswijk hinzu, um die Weberei zu stärken. Jedoch wollten sie ihre Werke auch präsentieren und anbieten. Aus diesem Grund wurde das Erdgeschoss des Gebäudes ab dem 15. Oktober 1960 als Galerie „Het Kapelhuis, Kunst in het Craft“ eingerichtet und bereits drei Jahre später täglich als Galerie auch geöffnet.
Ab 1965 wurden zunehmend mehr Ausstellungen organisiert und es fanden jedes Jahr zehn Ausstellungen statt. Die erste Goldschmiedeausstellung wurde 1965 organisiert. Für die Galerie war Maria van Kesteren ab 1968 tätig und gemeinsam mit Hyke Koopmans war sie für das Ausstellungsprogramm zuständig. Regelmäßig wurden weitere Personen für Ausstellungen eingebunden. So waren unter anderem Benno Premsela, Bernardine de Neeve, Liesbeth Crommelin, Jos Holtkamp, Evert van Straaten, Gerard Lakke und Bart Lootsm für die Galerie tätig.
Es wurden Ausstellungen mit den Werken von Schmuckdesignern und Goldschmieden wie Gijs Bakker, Peggy Bannenberg, Nicolaas van Beek, Françoise van den Bosch, Mecky van den Brink, Leo Cahn, Joseph Citroen, Archibald Dumbar, Joke Gallmann, Marion Herbst, Herman Hermsen, Emmy van Leersum, Marijke de Ley, Lous Martin, Riet Neerincx, Anneke Schat, Robert Smit, Chris Steenbergen, Richard Walraven und Peter de Wit ausgerichtet. Für die Entwicklung und Anerkennung des Schmuckdesigns war die Galerie prägend. Zu den Kunden der Galerie gehörten neben Privatpersonen auch Museen.
Im Jahr 1987 wurde erstmals eine Ausstellung organisiert, die Kunstobjekte als Preis zum Thema hatte. Niederländische Künstler schufen in einer Auflage von 6 bis 100 Stück ein vervielfältigbares Objekt, welches als Auszeichnung, Preis oder Geschäftsgeschenk nutzbar war. Da diese Ausstellung großen Erfolg hatte, wurde sie danach alle zwei Jahre wiederholt. Durch ihre Arbeit trug die Galerie Het Kapelhuis zur Emanzipation der angewandten Kunst bei.
Am 29. März 1992 wurde die Galerie von der Galerie Eewald übernommen.

## Ausstellungen (Auswahl)
- 1960 – Carla Braun-Strik, Nel van der Chijs, Karel Niehorster, edelsmeedwerk (Goldschmiedearbeit)
- 1961 – Karel Niehorster sieraden (Schmuck)
- 1961 – Ton Meulendijk, sieraden (Schmuck)
- 1966 – Riet Neerincx, sieraden (Schmuck), Kees van Renssen, keramiek
- 1967 – Sieraad ’67 (Gijs Bakker, Nicolaas van Beek, Fons Bemelmans, A.C. van Bokhoven, Meta Busch, Joseph Citroen, Archibald Dumbar, Joke Gallman, Hans van der Heijden, Emmy van Leersum, Jan van der Linde, Lo van der Linden, Ton Meulendijks, Riet Neerincx, Karel Niehorster, Ton Postma, Annie van Schaick, Anneke Schat, Robert Smit, Hermian Sneyders de Vogel, Chris Steenbergen, Hans Suasso de Lima de Prado, Nicolaas Thuys, Frits Verbruggen, Paul Zwollo jr.) (13 november 1967 t/m 31 december 1967)
- 1969 – Sieraad 69
- 1972 – Aluminium Objekten
- 1975 – Sieraad 1975, 4e Manifestatie van Nederlandse edelsmeden en sieraadontwerpers in Amersfoort (Lous Martin)
- 1977 – Yukiko Ono
- 1984 – Ontwerpen in kleine oplage (Lous Martin)
- 1987 – Object als onderscheiding (Herman Hermsen, Richard Walraven)
- 1988 – Maria van Kesteren, gedraaide houten vormen (gedrechselte Holzformen)
- 1989 – Kunstobject als onderscheiding ’89 (Dorothé van Agthoven, Ed Annink, Lucien den Arend, Gijs Bakker, Gabriël Barlag, Arie Berkulin, Sonja Besselink, Gonne Boddeke-Evers, Wouter Botman, Onno Boekhoudt, Frans en Marja de Boer Lichtveld, Madeleine Bosscher, Nel Bottema, Cubic 3 Design, Paul Derrez, Marieke van Diemen, Suzanne Esser, Bert Frijns, Vincent Van Ginneke, Bart Guldemond, Suzanne Hahn, Adri Hattink, Theo ten Have, Ewerdt Hilgemann, Maria van Kesteren, Coen Kaayk, Thijs van Kimmenade, Nel Linssen, Charles Marks, K.A. Meijers, Richard Meitner, Coen Mulder, Niels Nielsen, Melanie Oudemans, Liesbeth Peeters, Ruudt Peters, Annelies Planteijdt, Richard Price, Vincent de Rijk, Paul Schudel, Olaf Stevens, Peter Terhorst, Jan van der Vaart, Eva Veldhoen, Marie Verdijk, Charlotte van der Waals, Richard Walraven, Maria Westra)
- 1989 – KunstRAI ’89, RAI, Amsterdam (Onno Boekhoudt)